# Toxic Twins

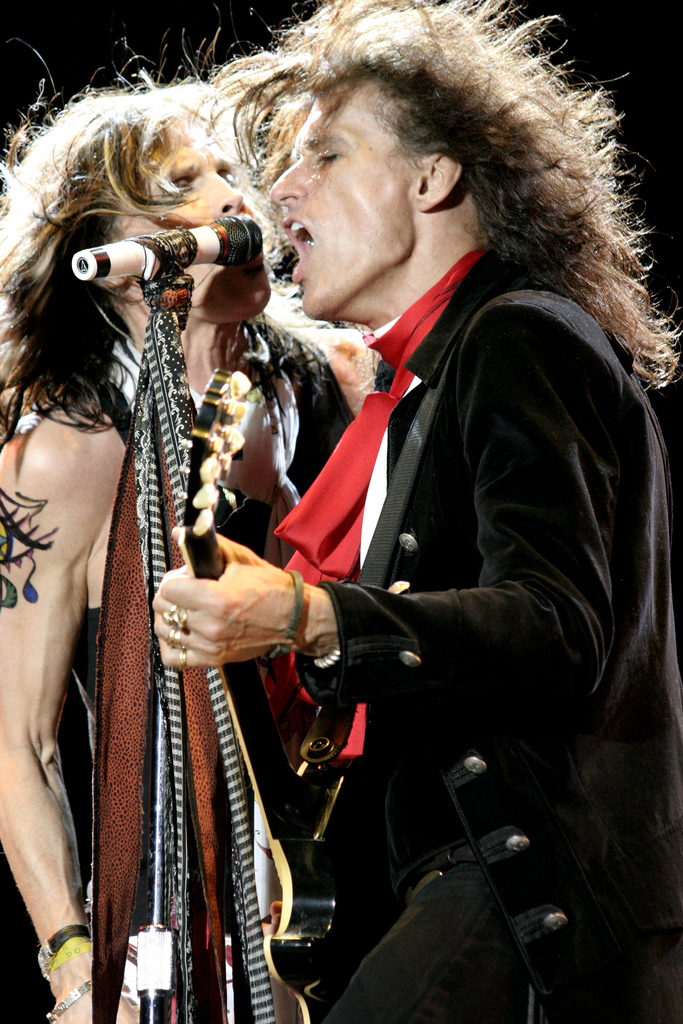
I Toxic Twins mentre si esibiscono in un concerto

Toxic Twins (in italiano Gemelli Tossici) è il soprannome dato a Steven Tyler e Joe Perry, rispettivamente cantante e chitarrista solista dello storico gruppo musicale americano hard rock Aerosmith. Venne dato loro questo soprannome negli anni settanta a causa del loro sfrenato abuso di droghe e alcolici, un mix appunto "tossico" che mise a rischio la loro carriera e soprattutto la loro vita.
Tutt'oggi vengono ancora chiamati con questo soprannome, ma sono effettivamente "puliti" da oltre vent'anni. Il loro cameratismo può essere visto in molti concerti della band e nei loro ultimi video, come The Making of Pump, Big Ones You Can Look At e You Gotta Move.
I due sono amici da tanto tempo e nei primi anni ottanta (gli anni della crisi della band) Steven concluse quasi in lacrime un'intervista televisiva dopo aver parlato della scelta di Joe di abbandonare il gruppo.
Steven e Joe hanno scritto assieme più di ottanta canzoni ed, essendo i due leader fondatori della band, sono anche i più conosciuti; per questo i restanti tre membri del gruppo (il chitarrista Brad Whitford, il bassista Tom Hamilton e il batterista Joey Kramer) sono scherzosamente conosciuti come LI3, acronimo di Less Interesting Three (in italiano I Tre Meno Interessanti).

## Collaborazioni

### Musicali
Spesso i Toxic Twins hanno collaborato con altri artisti, senza gli altri tre membri della band. Queste le principali collaborazioni musicali:
- Nel 1986 collaborarono insieme al gruppo rap Run DMC per il remake della canzone degli Aerosmith "Walk This Way".
- Nel 1988 parteciparono alla registrazione e al video del remake della canzone "Wild Thing" assieme ad altre rockstar e all'attore Sam Kinison.
- Apparvero in un concerto dei Bon Jovi nel 1989 cantando, assieme a Jon Bon Jovi, la celebre "Walk This Way".
- Nel 1992 fecero la loro comparsa in un concerto dei Guns N' Roses a Parigi esibendosi con le canzoni "Mama Kin" e "Train Kept A-Rollin'".
- Si esibirono assieme ai Led Zeppelin nel 1995 per la loro inclusione nella Rock and Roll Hall of Fame.
- Nel 1996 si esibirono in un concerto degli Stone Temple Pilots con la canzone "Sweet Emotion".
- Nel 1997 apparvero in una pubblicità della Gap.
- Agli MTV Video Music Awards del 1999 si esibirono assieme ai Run DMC e Kid Rock con la canzone "Walk This Way".
- Nel 2002 collaborarono con il rapper Eminem per la canzone "Sing for the Moment", che riprende "Dream On" degli Aerosmith.
- Nel 2006 si esibirono con la Boston Pops Orchestra con le canzoni "Dream On", "I Don't Want to Miss a Thing" e "Walk This Way".

Steven e Joe fanno parte dei Boneyard Boys, un gruppo formato intorno agli anni novanta composto appunto dai Toxic Twins e dagli amici Marti Frederiksen e Mark Hudson, che hanno collaborato alla creazione e alla produzione di vari lavori degli Aerosmith.

### Business
Steven Tyler e Joe Perry possiedono a Norwell un ristorante chiamato Mount Blue.

## Coppie simili
Il nickname Toxic Twins ha ispirato vari soprannomi per altre celebri coppie della musica, ad esempio, i Suicide Twins degli Hanoi Rocks e infine i "Terror Twins" dei Def Leppard, i chitarristi Steve Clark e Phil Collen, e dei Mötley Crüe, rispettivamente bassista Nikki Sixx e batterista Tommy Lee (questi ultimi erano soprannominati Terror Twins non solo per il tenace disumano uso di droghe che erano soliti fare, ma anche per le numerose 'marachelle' che combinavano in coppia. Dettagli di ogni tipo possono essere trovati in 'The Dirt', biografia dei Mötley Crüe, o in 'Heroin Diaries', i diari di Nikki Sixx).